# 花の木 (名古屋市)
花の木（はなのき）は、愛知県名古屋市西区の地名。現行行政地名は花の木一丁目から花の木三丁目。住居表示実施。

## 地理
名古屋市西区中央部に位置する。東は城西二丁目〜同四丁目、西は天神山町・押切二丁目、北は浄心一丁目・同二丁目に接する。

## 歴史

### 町名の由来
『尾張名所図会』には、尾張藩初代藩主である徳川義直が命名した地名であり、当地に桜の木が多くあったことに由来するとされる。また、義直の娘が当地を通りかかったところ、花の木が紅葉しているのに感動したことによるともいう。

### 沿革
- 明治4年 - 名古屋村の一部により、愛知郡花ノ木町が成立する[1]。
- 1878年（明治11年）12月20日 - 名古屋区成立に伴い、同区花ノ木町となる[1]。
- 1889年（明治22年）10月1日 - 名古屋市成立に伴い、同市花ノ木町となる[1]。
- 1908年（明治41年）4月1日 - 西区成立に伴い、同区花ノ木町となる[1]。
- 1980年（昭和55年）10月12日 - 西区花の木一丁目が江川町・江川端町・押切町・北野町・白塀町・台所町・天神山町・花ノ木町の各一部、花の木二丁目が白塀町・花ノ木町・江川端町・台所町・天神山町・柳町の各一部、花の木三丁目が江川端町・江川横町・浄心町・白塀町・台所町・天神山町・柳町の各一部によりそれぞれ成立する[1]。花ノ木町については、花の木一丁目および同二丁目・天神山町にそれぞれ編入され消滅[1]。
- 1981年（昭和56年）8月23日 - 江川町・押切町の各一部を編入する[1]。

### 字一覧
1932年（昭和7年）愛知県教育会発行『明治十五年愛知県郡町村字名調』による名古屋区花ノ木町の字。
- 花木渓（はなのきだに）[4]

## 世帯数と人口
2019年（平成31年）2月1日現在の世帯数と人口は以下の通りである。
| 丁目         | 世帯数    | 人口    |
| ------------ | --------- | ------- |
| 花の木一丁目 | 604世帯   | 1,058人 |
| 花の木二丁目 | 540世帯   | 980人   |
| 花の木三丁目 | 575世帯   | 1,033人 |
| 計           | 1,719世帯 | 3,071人 |

### 人口の変遷
国勢調査による人口の推移
| 1995年（平成7年）  | 2736人 | [ WEB 6 ]  |  |
| 2000年（平成12年） | 2679人 | [ WEB 7 ]  |  |
| 2005年（平成17年） | 2639人 | [ WEB 8 ]  |  |
| 2010年（平成22年） | 2811人 | [ WEB 9 ]  |  |
| 2015年（平成27年） | 2863人 | [ WEB 10 ] |  |

## 学区
市立小・中学校に通う場合、学校等は以下の通りとなる。また、公立高等学校に通う場合の学区は以下の通りとなる。なお、小・中学校は学校選択制度を導入しておらず、番毎で各学校に指定されている。
| 丁目         | 小学校                                    | 中学校                                      | 高等学校 |
| ------------ | ----------------------------------------- | ------------------------------------------- | -------- |
| 花の木一丁目 | 名古屋市立榎小学校 名古屋市立城西小学校   | 名古屋市立天神山中学校 名古屋市立浄心中学校 | 尾張学区 |
| 花の木二丁目 | 名古屋市立榎小学校 名古屋市立城西小学校   | 名古屋市立天神山中学校 名古屋市立浄心中学校 | 尾張学区 |
| 花の木三丁目 | 名古屋市立城西小学校 名古屋市立児玉小学校 | 名古屋市立浄心中学校                        | 尾張学区 |

## 施設

### 花の木一丁目
- 曹洞宗地蔵寺[2]
- 春日井製菓本社

- 春日井製菓本社

### 花の木二丁目
- 名古屋市西図書館[2]
- 名古屋市西児童館[2]
- 花の木公園[2]
- 金光教上宿教会[2]
- 単立寺院聖徳寺[2]

- 西区役所
- 西図書館
- 西児童館

### 花の木三丁目
- 名古屋市天神山福祉会館[2]

1970年（昭和45年）9月15日、名古屋市5番目の福祉会館として開館した。もともと老人福祉法の趣旨に従って整備されたもので、1階には事務室・就職相談室・健康相談室・機能回復訓練室・談話室・浴室、2階には会議室・集会室・囲碁将棋室が備えられている。
- 曹洞宗周泉寺[2]
- 単立寺院西方寺[2]
- クロスプラス本社

- 名古屋市天神山福祉会館
- 周泉寺
- クロスプラス

## その他

### 日本郵便
- 郵便番号 : 451-0062[WEB 3]（集配局：名古屋西郵便局[WEB 13]）。

### WEB
1. 1 2  “愛知県名古屋市西区の町丁・字一覧”.   人口統計ラボ. 2017年4月8日閲覧。
2. 1 2  “町・丁目(大字)別、年齢(10歳階級)別公簿人口(全市・区別)”.   名古屋市 (2019年2月20日). 2019年3月10日閲覧。
3. 1 2  “郵便番号”.  日本郵便. 2019年3月10日閲覧。
4. ↑  “市外局番の一覧”.   総務省. 2019年1月6日閲覧。
5. ↑  名古屋市役所市民経済局地域振興部住民課町名表示係 (2015年10月21日). “西区の町名一覧”.   名古屋市. 2017年8月7日閲覧。
6. ↑  総務省統計局 (2014年3月28日). “平成7年国勢調査の調査結果(e-Stat) - 男女別人口及び世帯数 －町丁・字等” (CSV). 2019年4月27日閲覧。
7. ↑  総務省統計局 (2014年5月30日). “平成12年国勢調査の調査結果(e-Stat) - 男女別人口及び世帯数 －町丁・字等” (CSV). 2019年4月27日閲覧。
8. ↑  総務省統計局 (2014年6月27日). “平成17年国勢調査の調査結果(e-Stat) - 男女別人口及び世帯数 －町丁・字等” (CSV). 2019年4月27日閲覧。
9. ↑  総務省統計局 (2012年1月20日). “平成22年国勢調査の調査結果(e-Stat) - 男女別人口及び世帯数 －町丁・字等” (CSV). 2019年4月27日閲覧。
10. ↑  総務省統計局 (2017年1月27日). “平成27年国勢調査の調査結果(e-Stat) - 男女別人口及び世帯数 －町丁・字等” (CSV). 2019年4月27日閲覧。
11. ↑  “市立小・中学校の通学区域一覧”.   名古屋市 (2018年11月10日). 2019年1月14日閲覧。
12. ↑  “平成29年度以降の愛知県公立高等学校（全日制課程）入学者選抜における通学区域並びに群及びグループ分け案について”.   愛知県教育委員会 (2015年2月16日). 2019年1月14日閲覧。
13. ↑  郵便番号簿 平成29年度版 - 日本郵便. 2019年03月10日閲覧 (PDF)

### 書籍
1. 1 2 3 4 5 6 7 8  名古屋市計画局 1992, p. 756.
2. 1 2 3 4 5 6 7 8 9 10 11  「角川日本地名大辞典」編纂委員会 1989, p. 1508.

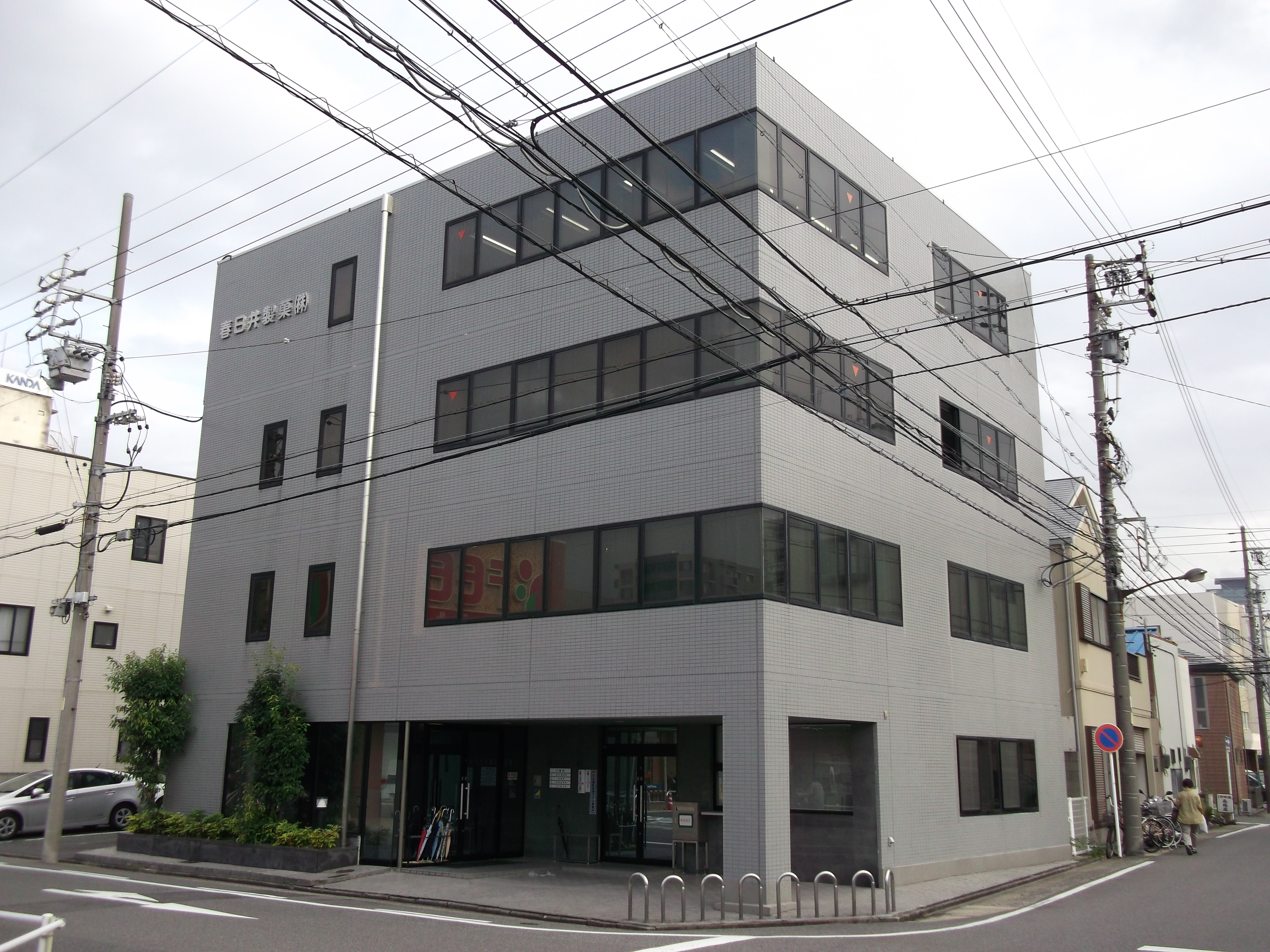
春日井製菓本社

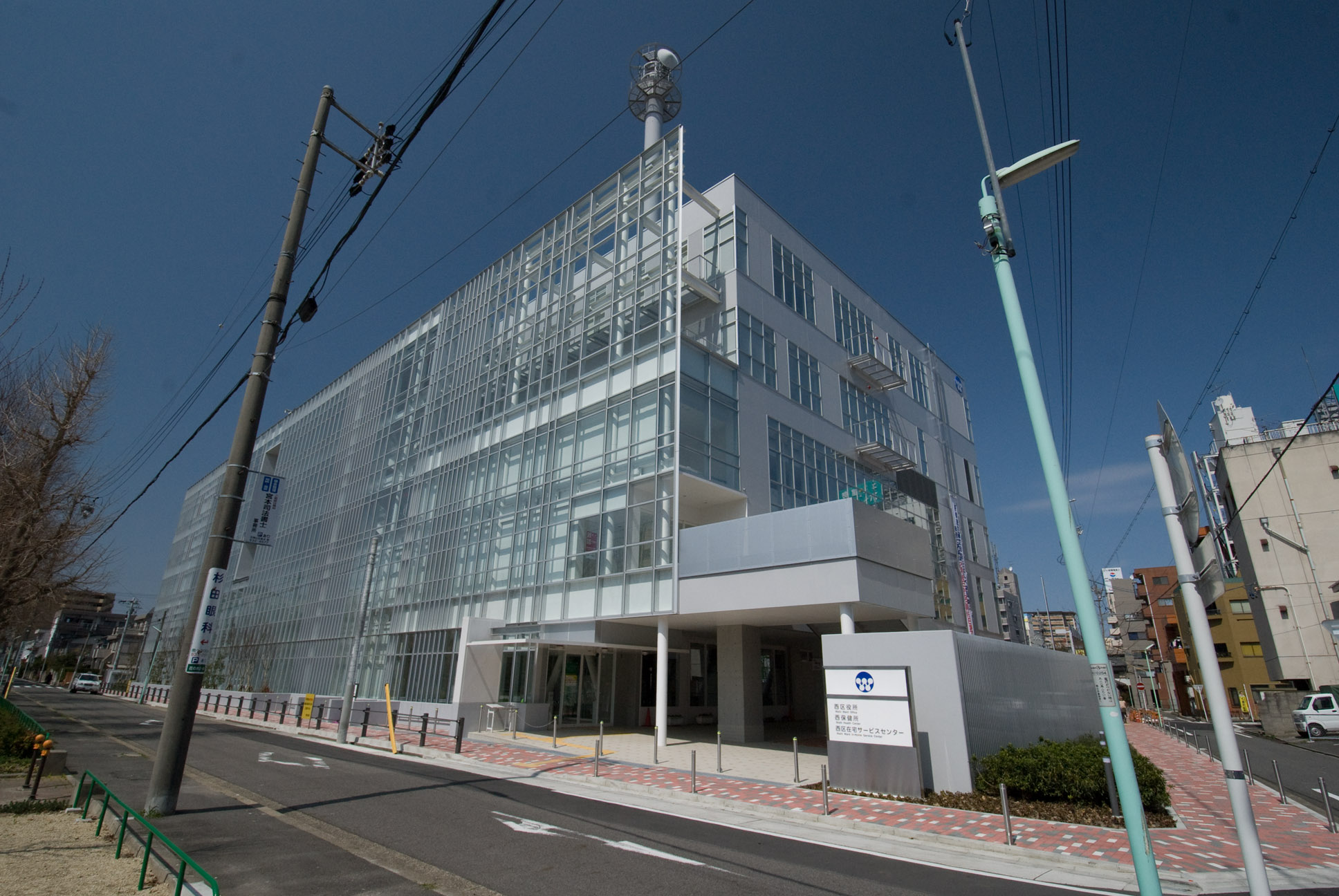
西区役所
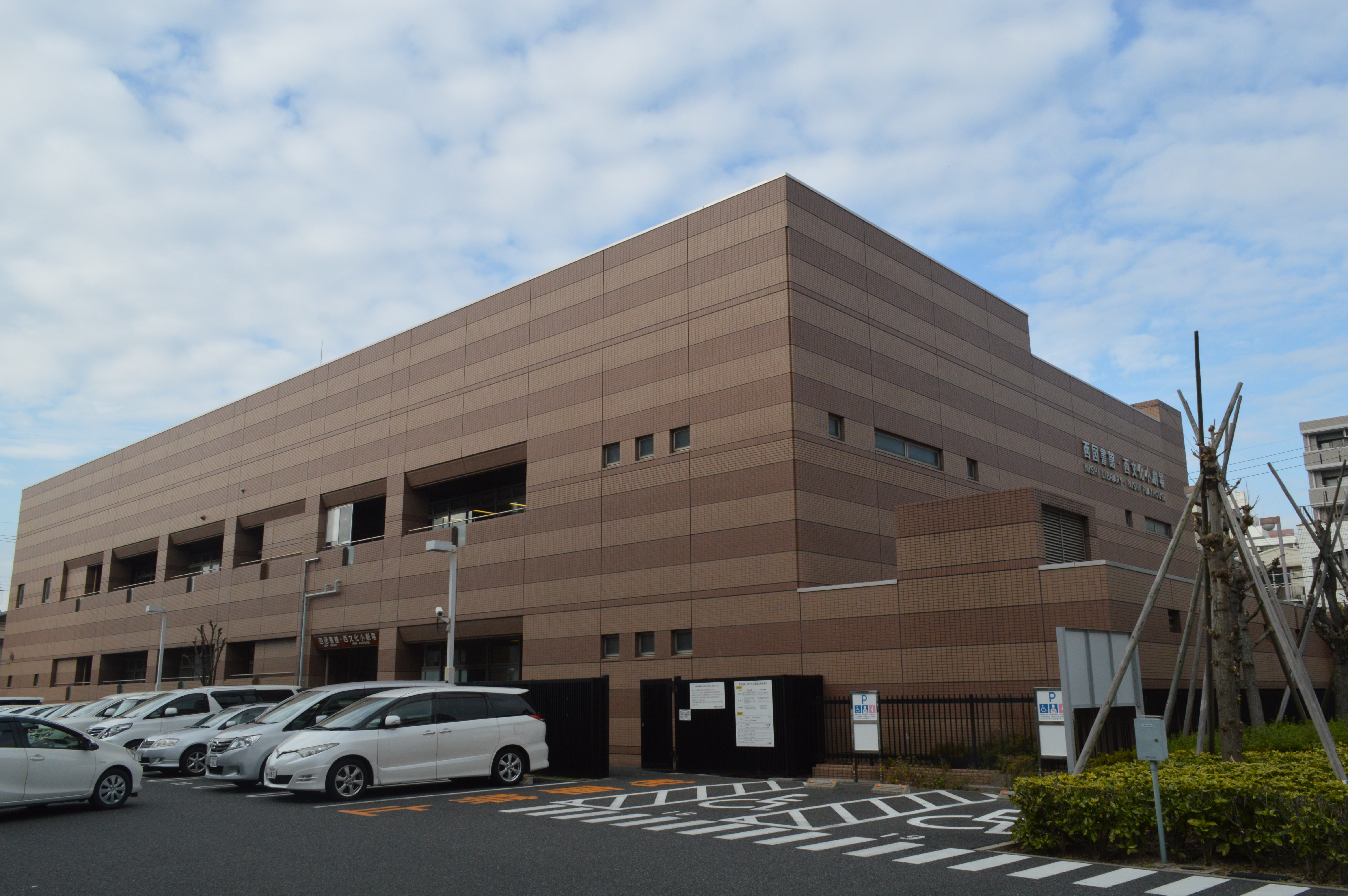
西図書館
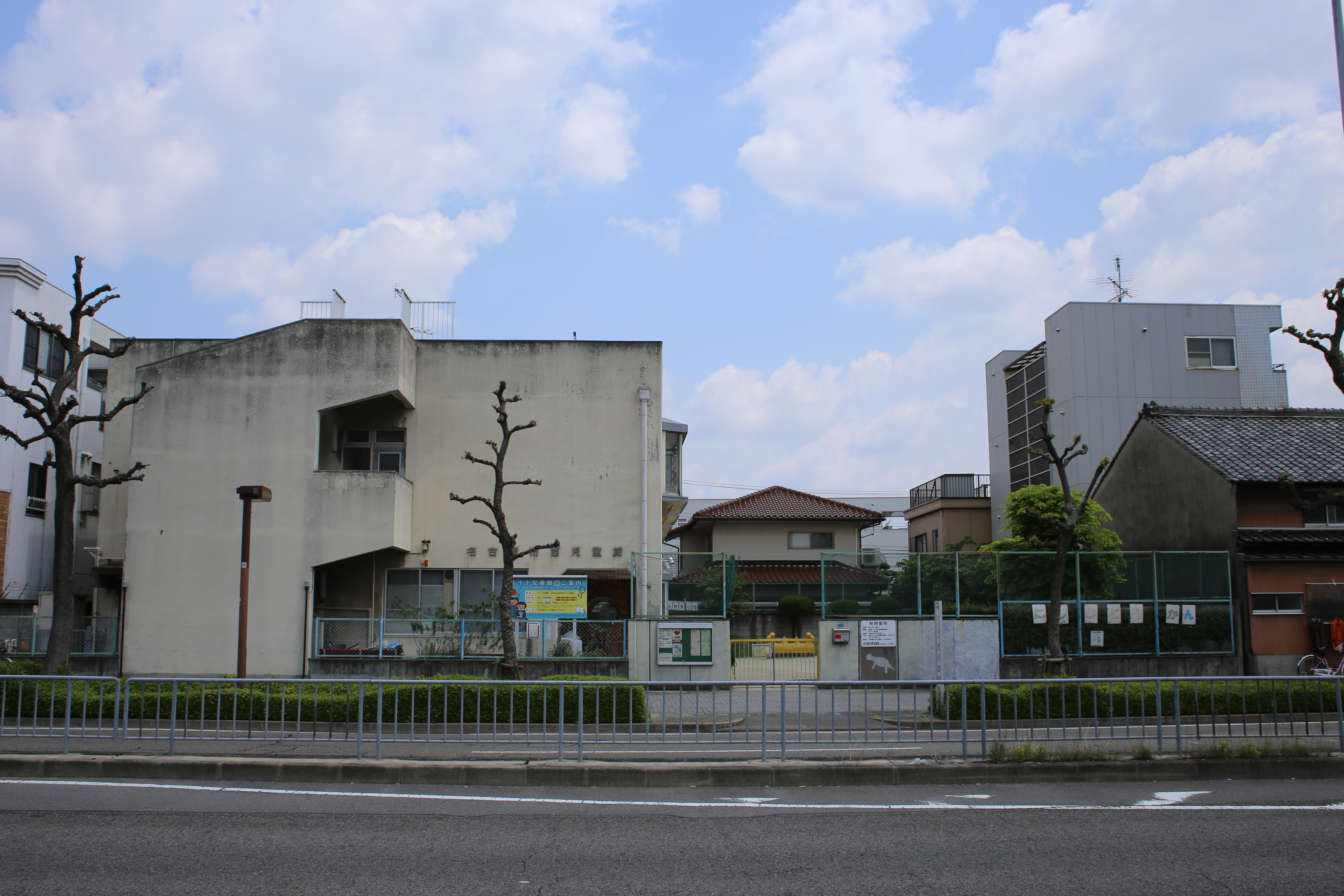
西児童館

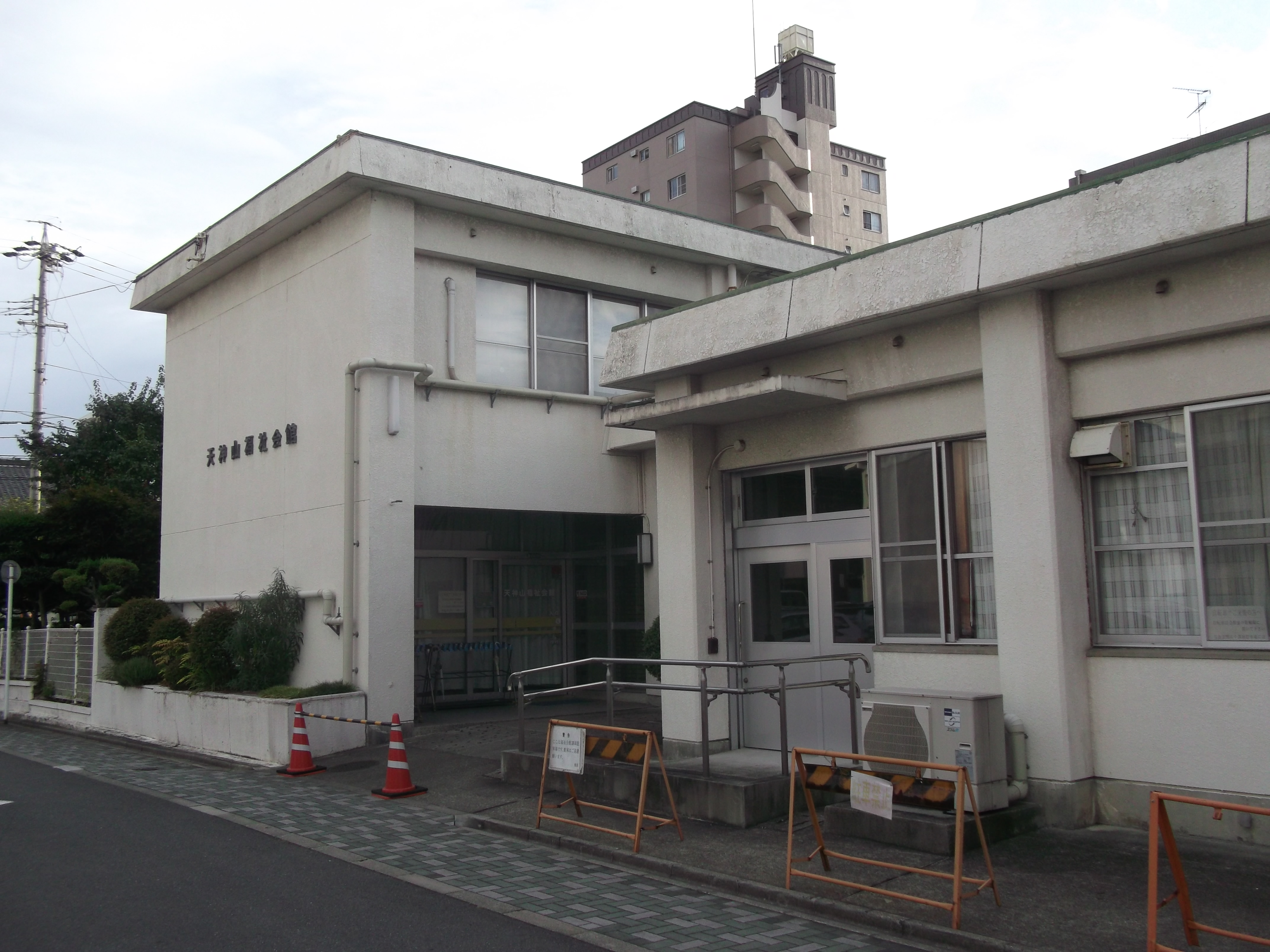
名古屋市天神山福祉会館
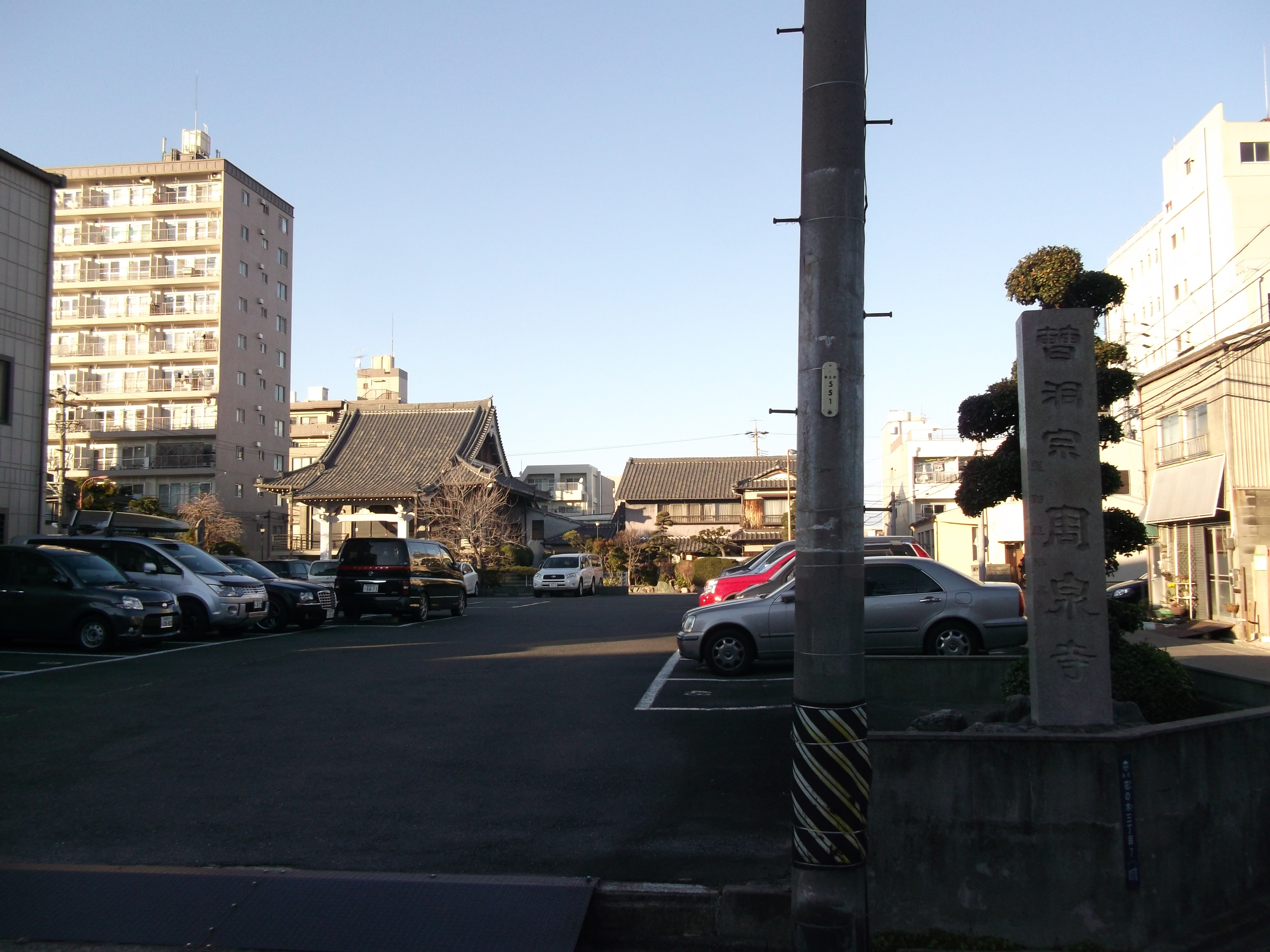
周泉寺
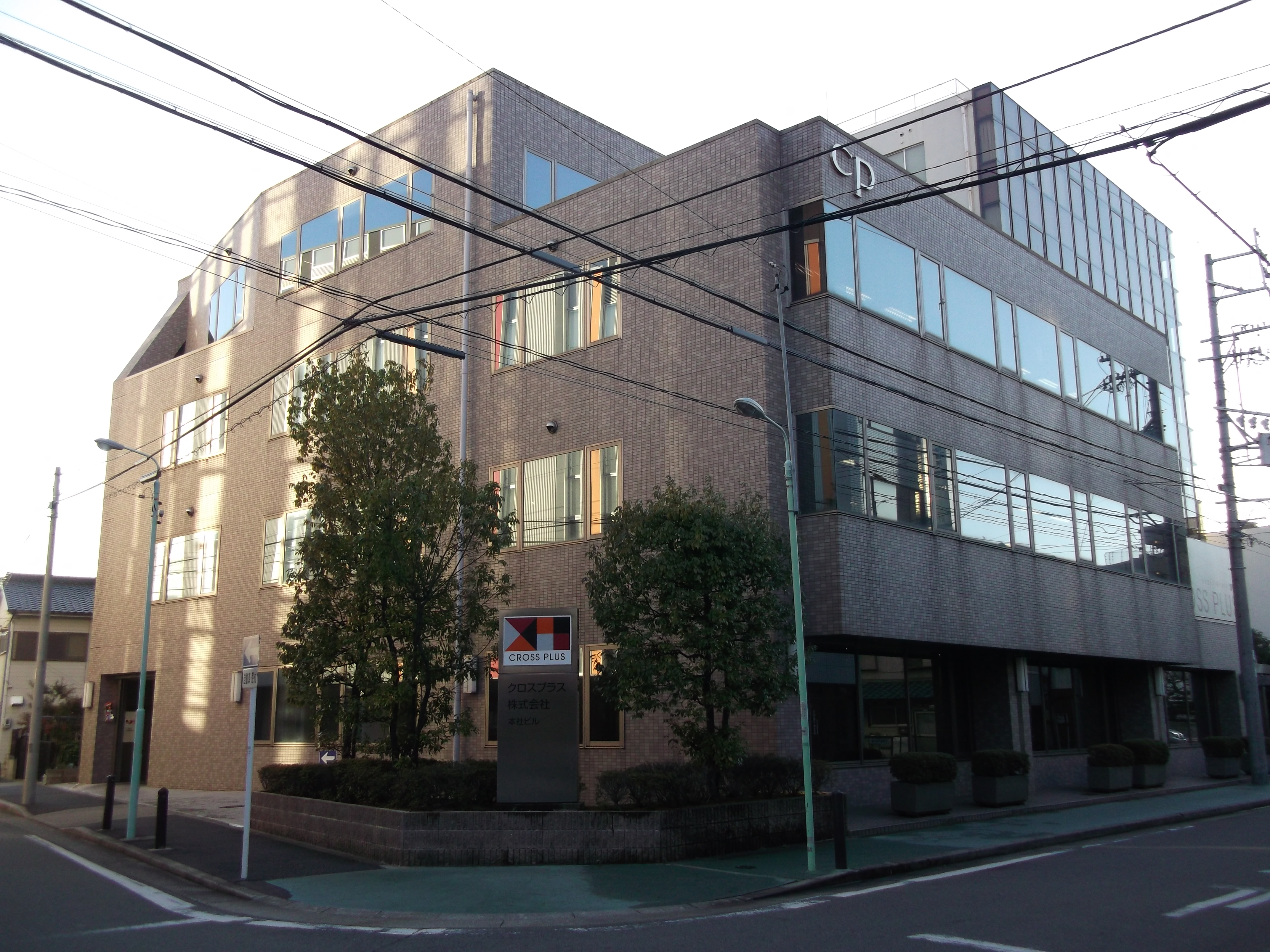
クロスプラス

3. 1 2  名古屋市計画局 1992, p. 232.
4. ↑  名古屋市計画局 1992, p. 915.
5. 1 2  西区制70周年記念誌編纂委員会 1978, p. 200.